# Gaya scopulorum
Gaya scopulorum är en malvaväxtart som beskrevs av A. Krapovickas. Gaya scopulorum ingår i släktet Gaya och familjen malvaväxter. Inga underarter finns listade i Catalogue of Life.